# 호야 (기업)
호야 주식회사(일본어: HOYA株式会社 호야 카부시키 카이샤[*])는 일본의 광학 기기 제조사이다. 품목은 레이저 장비부터 안경, 콘텍트 렌즈에 이른다. 본사는 도쿄 신주쿠에 있다. 보통 카메라 렌즈 필터 회사로 잘 알려져 있다.

## 호야의 펜탁스 인수
호야는 펜탁스를 합병하여 호야 펜탁스 HD 주식회사를 만들었다. 원래는 2007년 10월 1일부로 합병할 계획이었으나, 펜탁스의 경영진이 원래 계획된 주식 교환과 기타 조건에 반대하여 시간을 끌게 되었다. 결국 그 해 5월 25일 펜탁스의 이사회는 합병을 결정했다.
 2007년 8월 6일 호야는 펜탁스를 인수했으며, 90.59%의 지분을 갖게 되었다. 2007년 10월 29일 호야와 펜탁스는 공식 발표를 통해 펜탁스는 존재하지 않으며, 호야와 2008년 3월 31일부로 통합될 것이라고 공고했다. 호야는 펜탁스의 상표명을 그대로 놔두기로 했다.

## 비판
호야는 레이저 유리판을, 무기 개발과 관련 있는, 미국 로렌스 리버모어 국립 연구소 국립 발화 연구실(National Ignition Facility, NIF)에 납품하고 있는 것에 대해 비난을 받고 있다. 히로시마시와 나가사키시 시장은 회사에 반대 편지를 보냈다.

## 참고 링크/자료
1. ↑  Hoya and Pentax to merge - dpreview.com
2. ↑  http://www.hoya.co.jp/data/current/newsobj-382-pdf.pdf
3. ↑  Pentax finally accept Hoya offer: Digital Photography Review
4. ↑  Notice Regarding the Results of the Tender Offer for the Shares of PENTAX Corporation and Change of Subsidiary
5. ↑  Public Notice of Execution of Merger Agreement
6. ↑  “Japanese Optical Glass Giant Involved in U.S. Nuclear Weapons Development”. 2016년 6월 21일에 원본 문서에서 보존된 문서. 2008년 2월 27일에 확인함.